# Indolo-3-acetaldeide ossidasi
La indolo-3-acetaldeide ossidasi è un enzima appartenente alla classe delle ossidoreduttasi, che catalizza la seguente reazione:
(indol-3-il)acetaldeide + H2O + O2 ⇄ (indol-3-il)acetato + H2O2
L'enzima è una emoproteina. È una isoforma dell'aldeide ossidasi. Ha una preferenza come substrato per le aldeidi che hanno un anello indolico. Potrebbe avere un ruolo nella biosintesi ormonale nelle piante: si è visto infatti in Arabidopsis thaliana, che la sua attività è più alta nei mutanti (chiamati super-root1) che sovraesprimono l'ormone auxina. Anche se l'(indol-3-il)acetaldehide è il substrato preferito, l'enzima ossida anche l'indolo-3-carbaldeide e acetaldeide, anche se più lentamente. L'enzima estratto dal mais contiene FAD, ferro e molibdeno.